# San Juan Sari Nagusia
Le San Juan Sari Nagusia est une course cycliste espagnole disputée au mois de juin à Segura (Guipuscoa), dans la communauté autonome du Pays basque. Créée en 1932, elle est organisée par le Club Ciclista Eibarrés.

## Histoire
À sa création, cette épreuve célèbre l'anniversaire de la proclamation de la Seconde République espagnole. Certaines éditions se sont déroulées sur trois étapes. Des cyclistes de renommée ont inscrit leur nom au palmarès de l'épreuve, tels que Delio Rodríguez, Julián Berrendero, Miguel Poblet ou encore Bernardo Ruiz.
L'édition 2018 est commune au championnat du Pays basque. Chez les espoirs (moins de 23 ans), le titre revient à Xabier Murgiondo, vainqueur de l'épreuve, tandis que Víctor Etxeberria, troisième à l'arrivée, est proclamé champion régional chez les élites.
En 2021, la course décerne les titres de champion du Guipuscoa chez les élites et les espoirs. 

## Palmarès depuis 1994
| Année | Vainqueur                | Deuxième                 | Troisième               |
| ----- | ------------------------ | ------------------------ | ----------------------- |
| 1994  | Claus Michael Møller     | Juan Carlos Garro (es)   |                         |
| 1995  | ?                        | ?                        | ?                       |
| 1996  | Daniel Huélamo           |                          |                         |
| 1997  | ?                        | ?                        | ?                       |
| 1998  | Rubén Oarbeaskoa (es)    | Pedro Arreitunandia      | Iván Gutiérrez          |
| 1999  | Rubén Díaz de Cerio      | Rubén Oarbeaskoa (es)    | Antonio Alcañiz         |
| 2000  | Iñaki Isasi              | Jon Bru                  | Antonio Alcañiz         |
| 2001  | Juan Fuentes             | Francisco Gutiérrez      | Dionisio Galparsoro     |
| 2002  | Francisco Gutiérrez      | Mikel Elgezabal (es)     | Dailos Manuel Díaz (es) |
| 2003  | Gorka Verdugo            | Antton Luengo            | Mikel Elgezabal (es)    |
| 2004  | David Pérez Íñiguez      | Jon Arrieta              | Paulo Vargas            |
| 2005  | Amets Txurruka           | Denis Kudashev           | Luis Ministro Moyano    |
| 2006  | Alejandro Iglesias       | Francisco Gutiérrez      | Eder Salas              |
| 2007  | Eder Salas               | Iñigo Láriz              | Garikoitz Zabaleta      |
| 2008  | Gorka Izagirre           | Joseba Larralde          | Egoitz Murgoitio        |
| 2009  | Mikel Filgueira          | Jon Gárate               | Urko Eizagirre          |
| 2010  | Alexander Ryabkin        | Carlos Delgado           | Javier Iriarte          |
| 2011  | Paul Kneppers            | Gastón Agüero            | Jon Gárate              |
| 2012  | Adrián Richeze           | Borja Abásolo            | Markel Antón            |
| 2013  | Jonathan Lastra          | Borja Abásolo            | Joseba del Barrio       |
| 2014  | Julen Mitxelena          | Javier Ruiz de Larrinaga | Aritz Bagües            |
| 2015  | Mikel Aristi             | Carlos Antón Jiménez     | Erik Altuna             |
| 2016  | Jhonatan Cañaveral       | Marcos Jurado            | Egoitz Fernández        |
| 2017  | Juan Antonio López-Cózar | Nicolás Sáenz            | Sergio Rodríguez        |
| 2018  | Xabier Murgiondo         | Unai Cuadrado            | Víctor Etxeberria       |
| 2019  | Sergio Araiz             | David Gómez Cazorla      | Eusebio Pascual         |
| 2020  | Unai Iribar              | Jon Barrenetxea          | Pau Llaneras            |
| 2021  | Xabier Berasategi        | Marc Brustenga           | Pau Llaneras            |
| 2022  | Diego Uriarte            | Mikel Mujika             | Mulu Hailemichael       |
| 2023  | Nicolás Alustiza         | Samuel Fernández         | Iñaki Díaz              |
| 2024  | Ailetz Lasa              | Ander Ganzabal           | Aimar Erostarbe         |
| 2025  | Mikel Uncilla            | Alejandro del Cid        | Gorka Corres            |